# Столинська волость
Столинська во́лость — історична адміністративно-територіальна одиниця Пінського повіту Мінської губернії з центром у містечку Столин.
Станом на 1885 рік складалася з 11 поселень, 5 сільських громад. Населення — 3908 осіб (1948 чоловічої статі та 1960 — жіночої), 385 дворових господарств.
|                     | Площа, десятин | У тому числі орної, дес. |
| ------------------- | -------------- | ------------------------ |
| Сільських громад    | 6033           | 3004                     |
| Приватної власності | 17428          | 1487                     |
| Іншої власності     | 99             | 67                       |
| Загалом             | 23560          | 4558                     |

Основні поселення волості:
- Столин — колишнє власницьке містечко при річці Горинь, 813 осіб, 121 двір, православна церква, синагога, 4 єврейські молитовні будинки, школа, винокурний і шкіряний заводи, 20 лавок, постоялий двір. За 6 верст — садиба Юниця, винокурний завод, млин.
- Білогута — колишнє власницьке село при річці Горинь, 457 осіб, 61 двір, православна церква, млин.
- Річиця — колишнє власницьке село при річці Горинь, 332 особи, 31 двір, православна церква.

## У складі Польщі
Після окупації поляками Полісся волость називали ґміна Столин і включили до Лунинецького повіту Поліського воєводства Польської республіки. Центром ґміни було місто Столин.
1 січня 1923 р. розпорядженням Ради Міністрів Польщі Столинська ґміна вилучена з Лунинецького повіту і включена до Столинського повіту.
Розпорядженням Міністра внутрішніх справ Польщі 23 березня 1928 р. до ґміни Столин передана частина ліквідованої ґміни Теребєжув (села: Бухличі, Будимля, Глинка, Ольмани, Переброди, Смородськ, Вороння, Теребежів та колонії: Ольманські Кошари й Могильне)) та частина ліквідованої ґміни Радчиск (містечко Городно і село Цмень II), також передано з ґміни Плотніца села Дубенець, Дубенецький Бір, Яструби і Могильне.
Розпорядженням міністра внутрішніх справ 30 березня 1934 р. вилучено з сільської ґміни Столин частини сіл Столин і Столинок, маєтку Столин і розпарцельованих (поділених) земель маєтку Столин та приєднано їх до міста Столин.
15 січня 1940 року ґміни (волості) ліквідовані через поділ на райони.